# Sestre

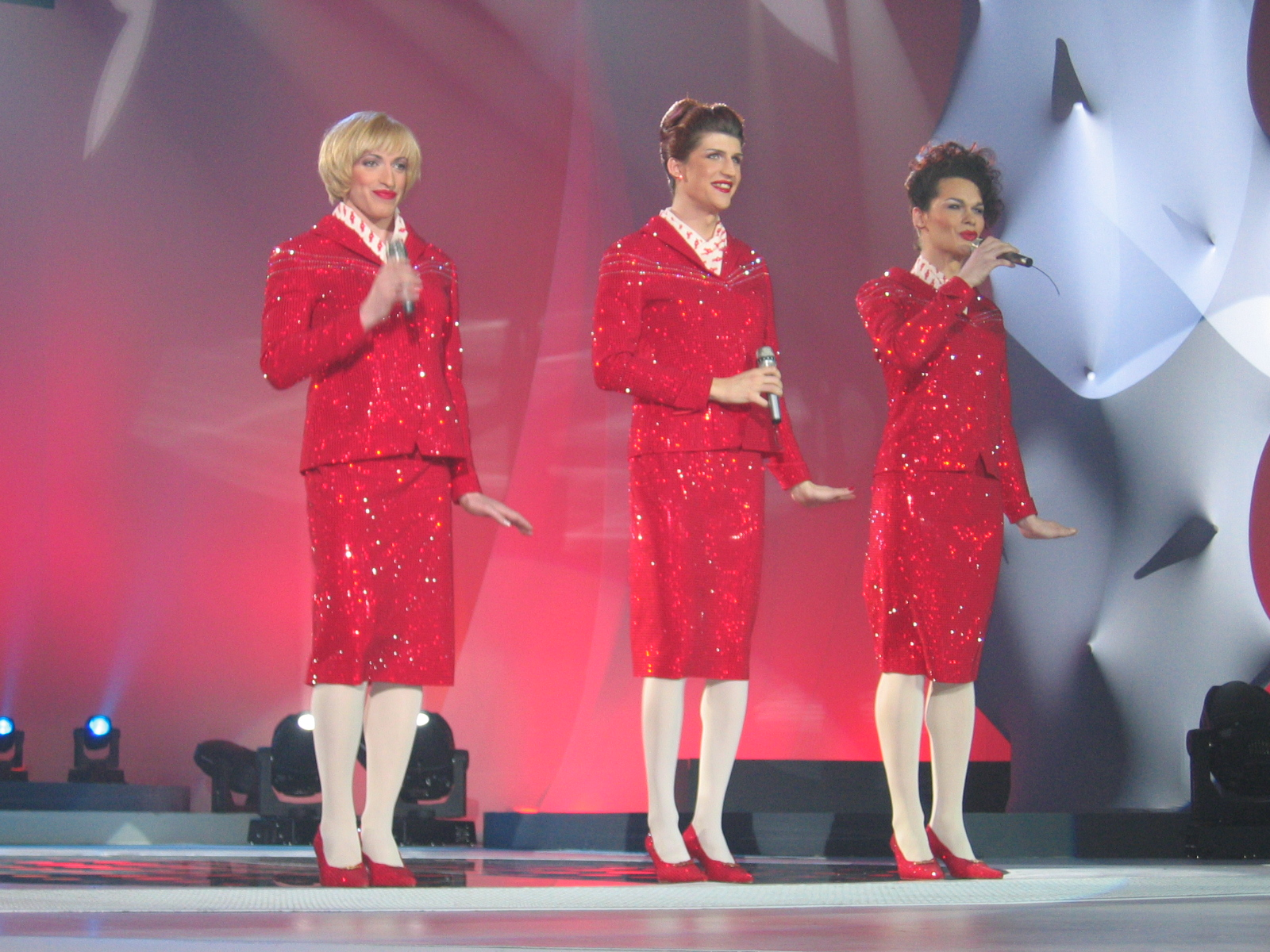
Sestre - Viver show em a ano 2005

Sestre é um grupo musical composto por drag queens (travestis) eslovenos de música pop.
Ficaram conhecidos na Europa por terem representado a Eslovénia no Festival Eurovisão da Canção 2002 com a canção "Samo ljubezen". A banda terminou em 13.º lugar, tendo recebido um total de 33 pontos. 

## Discografia
- Samo ljubezen

- Latina Bambina

- Aladin

## Membros
A banda é constituída por Tomaž (Marlenna), Damjan (Emperatrizz)e Srečko (Daphne) que participavam num programa desde 2000  com o nome  "Suspender Sisters". 